# Take a Run at the Sun
Take a Run at the Sun è un extended play dei Dinosaur Jr. pubblicato nel 1997 nel Regno Unito, in Giappone e in Australia. 

## Tracce
1. Take a Run at the Sun – 3:32 (J  Mascis)
2. Don't You Think It's Time – 2:28 (J Mascis)
3. The Pickle Song – 1:45 (J Mascis)

## Formazione
- J Mascis - chitarra, voce
- Mike Johnson: basso
- George Berz: batteria